# Bidery
Bidery är ursprungligen en indisk legering, som fått sitt namn efter staden Bider nära Hyderabad. Denna bestod av koppar (48 %), zink (33 %), bly (12 %) och tenn (7 %). Legeringen används vid framställning av konstföremål, t.ex. orientaliska vaser och bägare, försedda med guld- och silverarabesker, och ges svart färg genom betning med kopparsulfat.
Bidery används också som beteckning för legeringar med zink som huvudbeståndsdel (85 - 93 %)även de för tillverkning av konstföremål. Denna legering är mycket resistiv och oxideras ej av luft eller fukt.